# بورتونسویل (مریلند)
بورتونسویل (به انگلیسی: Burtonsville) شهری در ایالت مریلند کشور ایالات متحده آمریکا است که جمعیت آن در سرشماری سال ۲۰۱۰ میلادی، ۸٬۳۲۳ نفر بوده‌است.